# دوب فيري
دوب فيري (بالإنجليزية: Dube Phiri)‏ هو لاعب كرة قدم زامبي في مركز الهجوم، ولد في 16 يناير 1983 في زامبيا. لعب مع نادي بريميرو دي أغوستو.

## وصلات خارجية
- دوب فيري على موقع قاعدة بيانات كرة القدم.إي يو (الإنجليزية)
- دوب فيري على موقع ناشيونال فوتبول تيمز (الإنجليزية)